# Limlingerode

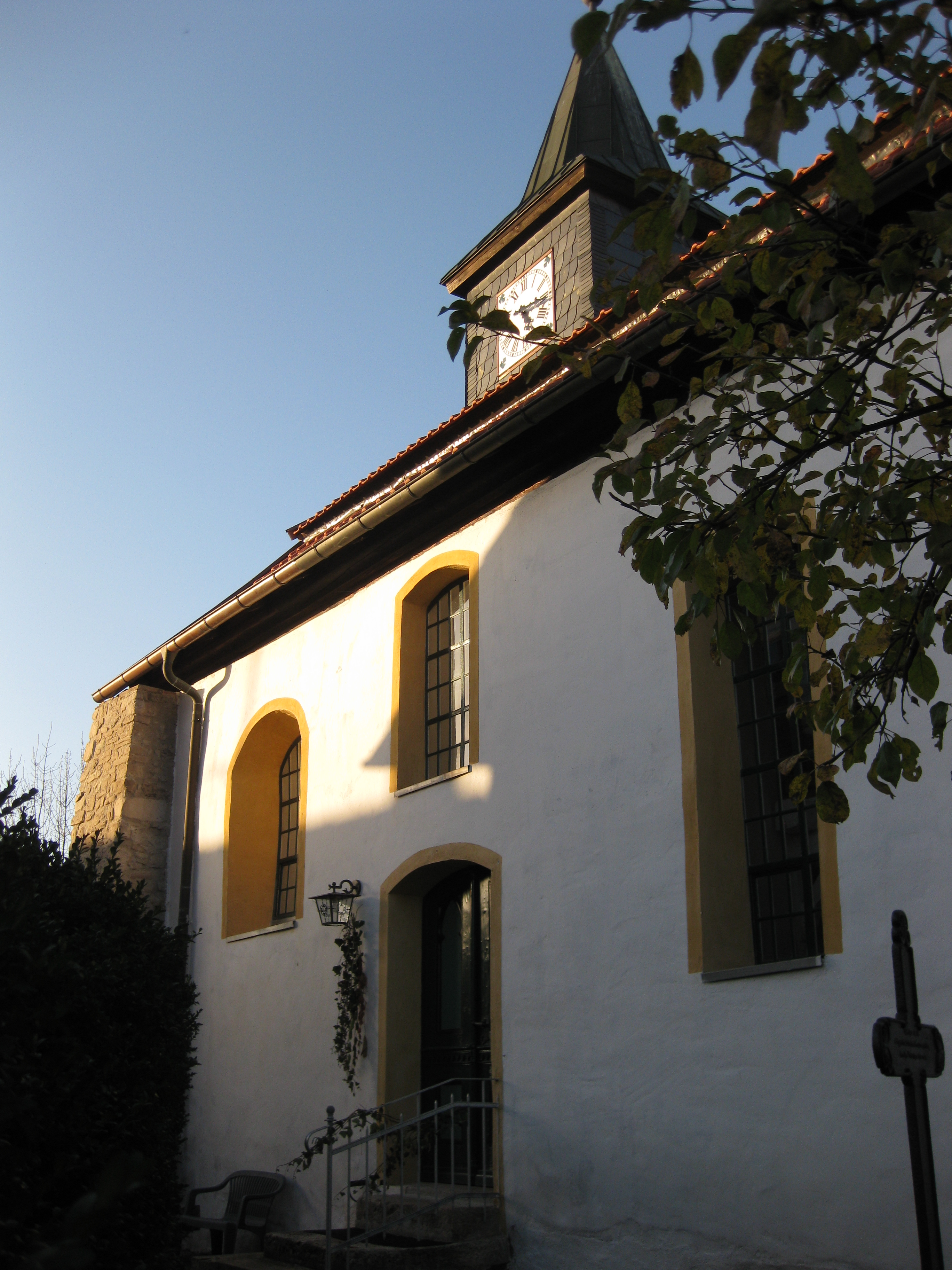
Die Kirche in Limlingerode

Limlingerode ist ein Ort am südlichen Harzrand im Norden Thüringens. Er gehört zur Gemeinde Hohenstein im westlichen Teil des Landkreises Nordhausen.

## Lage
Limlingerode liegt im Nordwesten des Landkreises Nordhausen im Grenzbereich zum thüringischen Landkreis Eichsfeld im Westen und zum niedersächsischen Landkreis Göttingen im Norden. Die Gemarkung befindet sich im Ackerhügelland des Nordthüringer Hügellandes am Übergang zum bewaldeten Silkeroder Hügelland (bis ca. 320 m). Durch den Ort fließt die Sete, ein Zufluss der Helme.

## Geschichte
Das Dorf wurde erstmals 1233 als Lummolingerode erwähnt. Es soll aber bereits im 9. Jahrhundert als Rodeort existiert haben. Er entwickelte sich dann als Straßendorf mit Vierseithöfen. Der Kirchturm von 1824 wurde im April 1945 durch amerikanische Artillerie zerstört. Limlingerode lag zur Zeit der DDR in der Fünf-Kilometer-Sperrzone der innerdeutschen Grenze. Am 18. Oktober 1996 wurde Limlingerode durch die Auflösung der Verwaltungsgemeinschaft Grenzland ein Ortsteil der Gemeinde Hohenstein, im gleichen Jahr „Schönstes Dorf“ des Landkreises Nordhausen. Die Fachwerkhäuser wurden unter anderem mit Fördermitteln saniert.

## Sehenswürdigkeiten
- Evangelische Pfarrkirche von 1652, ein barocker Saalbau. Der Kirchturm von 1824 wurde 1945 zerstört und erst 1991 wiedererrichtet. Der Glockenstuhl von 1835 steht 17 Meter von der Kirche entfernt auf dem alten Friedhof.
- Im Pfarrhaus wurde 1935 Ingrid Bernstein geboren, die spätere Dichterin Sarah Kirsch. Das Pfarrhaus wurde um 2000 gründlich rekonstruiert.
- Fachwerkhäuser wie etwa das Dorfgemeinschaftshaus
- Reihengrab auf dem Friedhof für sechs deutsche Soldaten, die am 11. April 1945 bei der Besetzung des Ortes durch US-Armee ums Leben kamen.

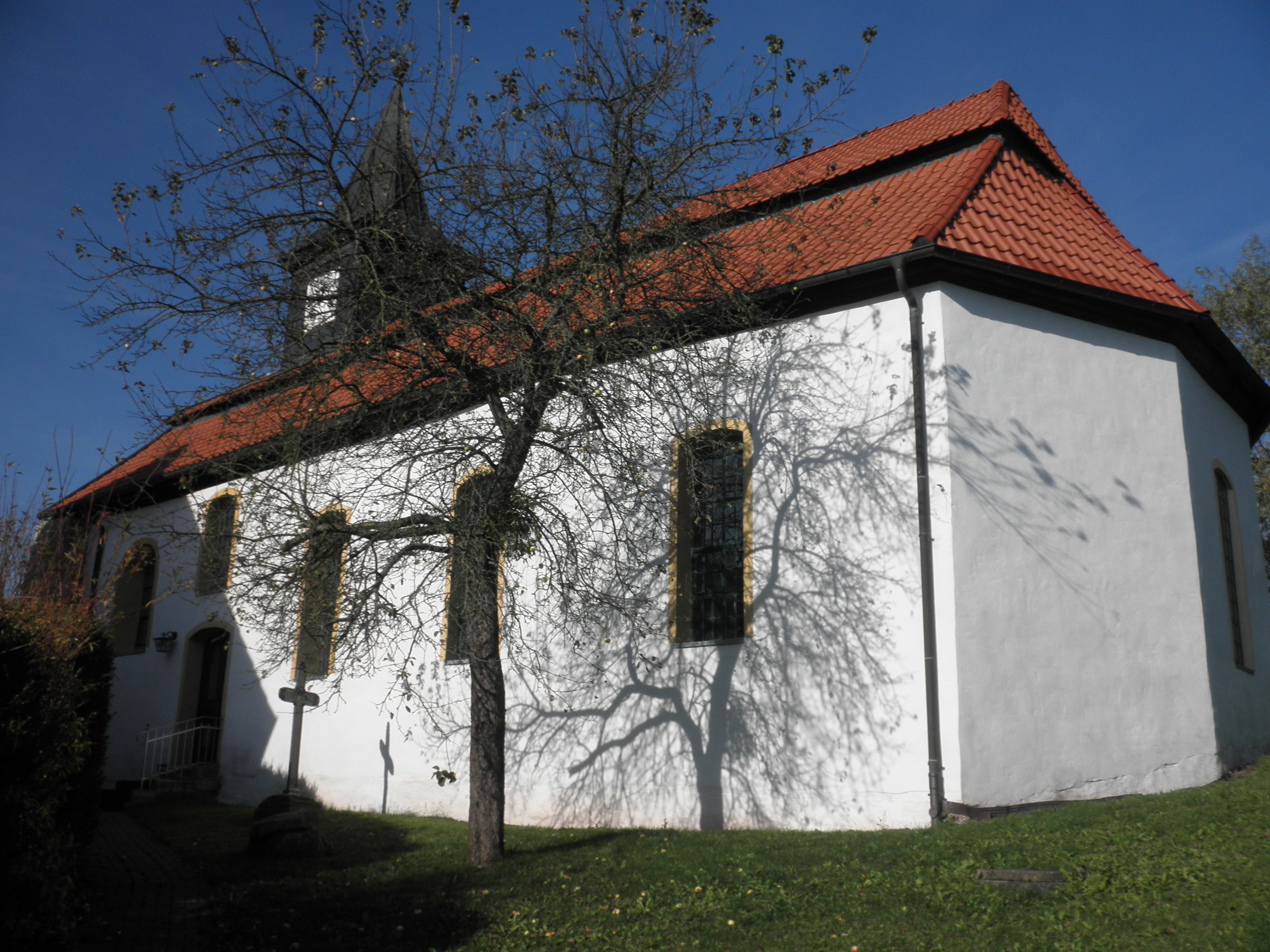
Kirche in Limlingerode
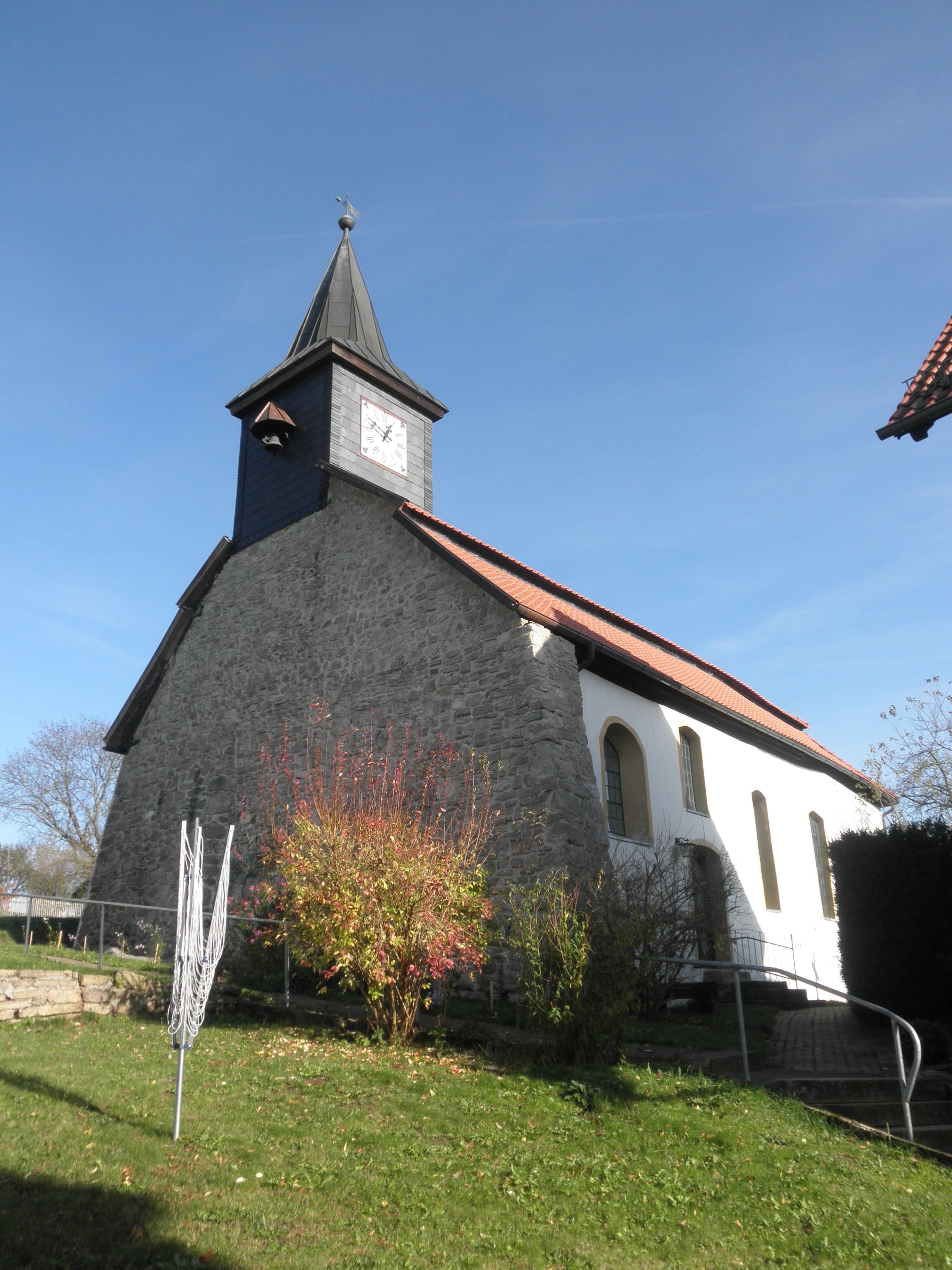
Kirche in Limlingerode
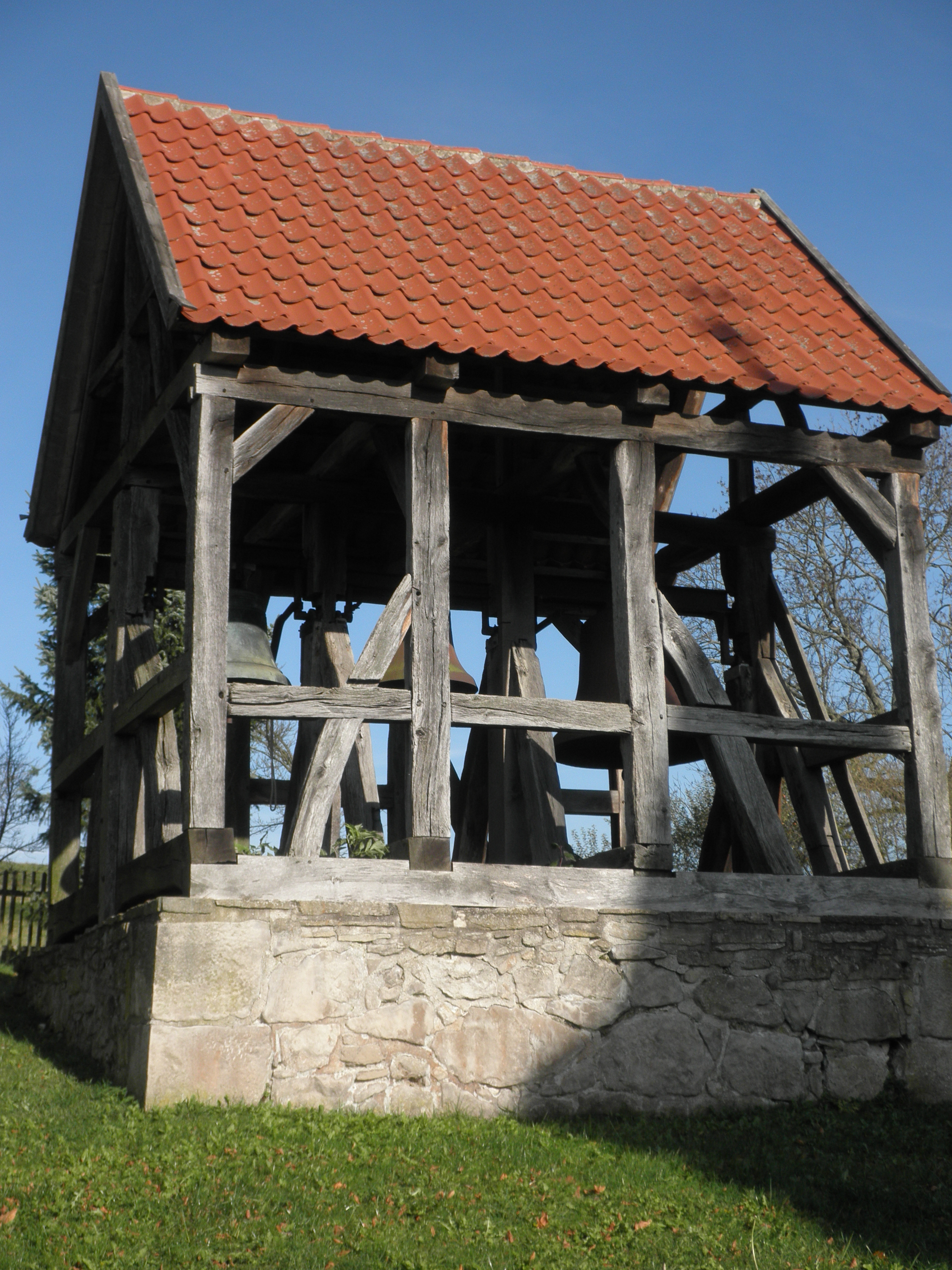
Glockenhaus in Limlingerode
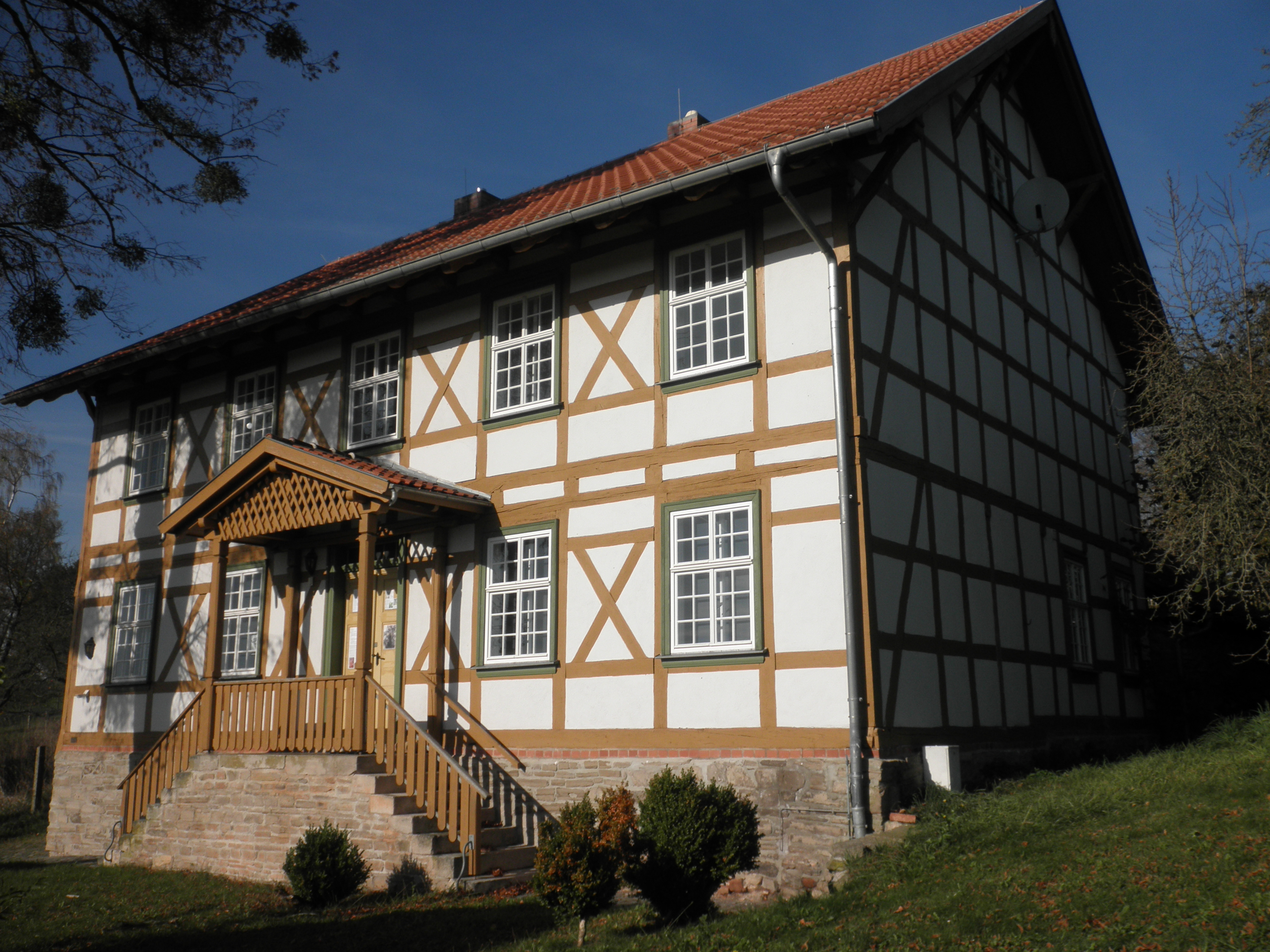
Einstiges Pfarrhaus und heute Dichterstätte Sarah Kirsch in Limlingerode
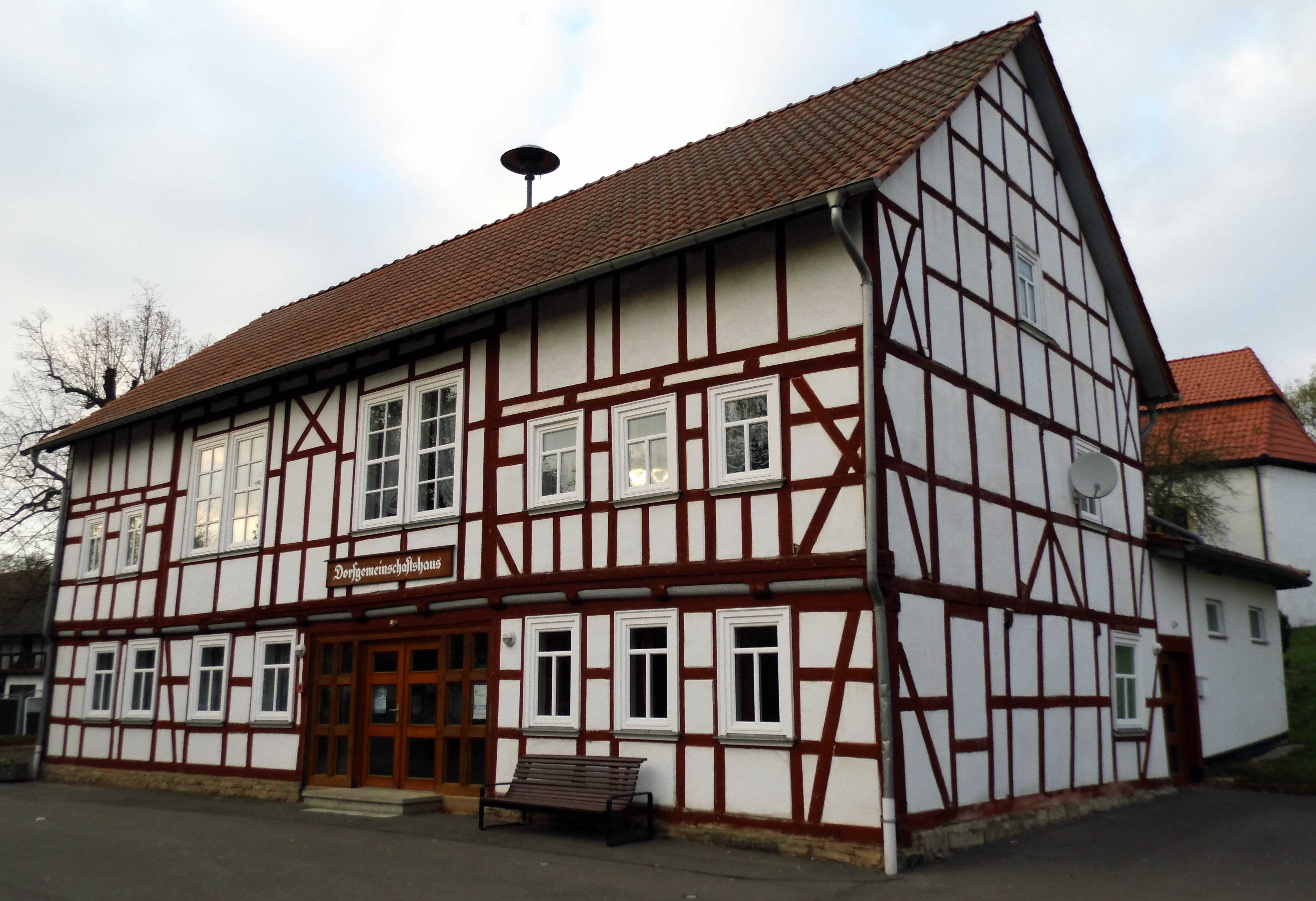
Dorfgemeinschaftshaus Limlingerode
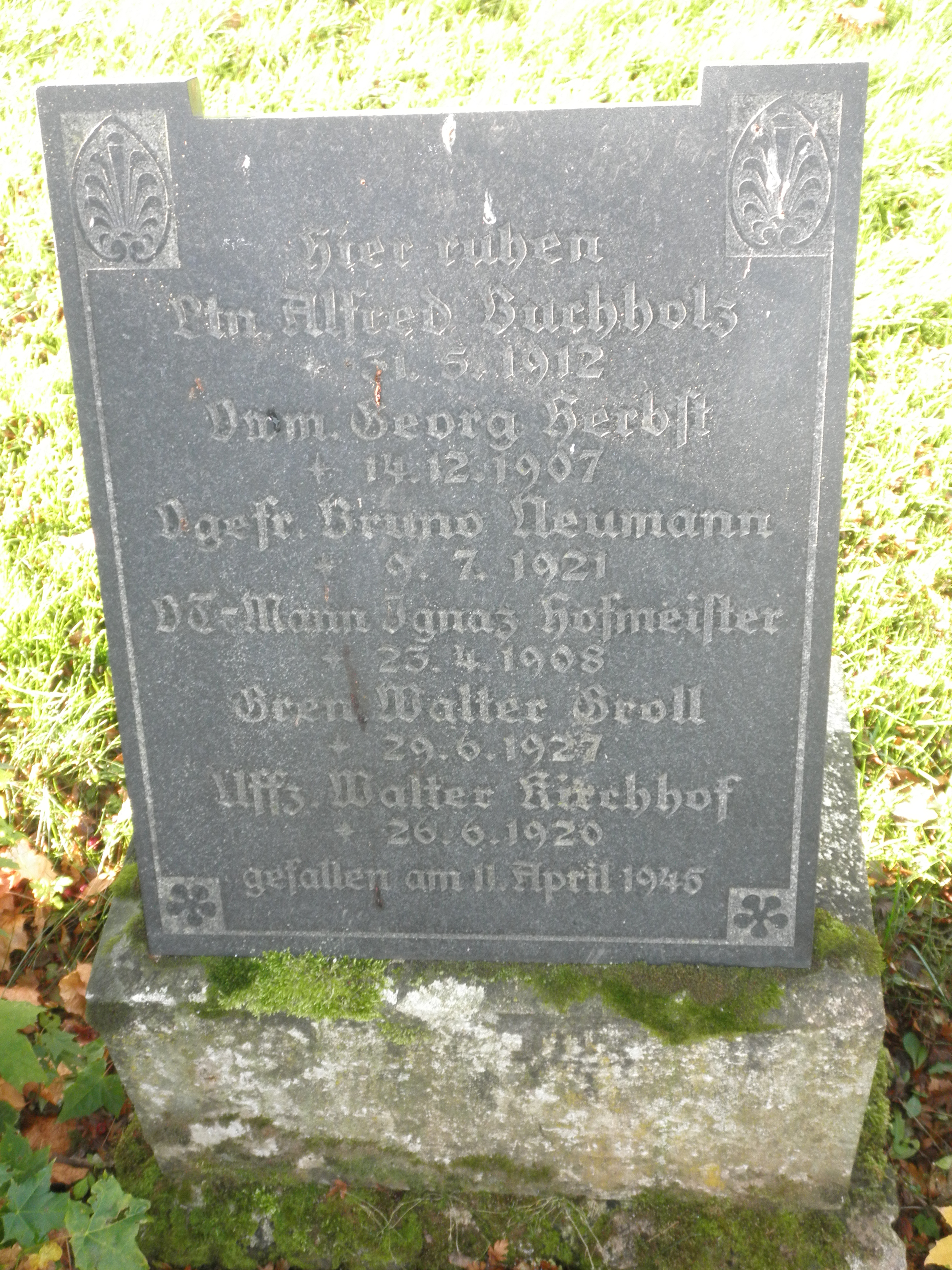
Soldatengrab in Limlingerode

## Umgebung
- Ketterlöcher: umwaldete Reihe von Erdfällen südlich des Ortes
- NSG „Sülzensee – Mackenröder Wald“

## Verkehr
Limlingerode ist über die Bundesstraße 243 von Mackenrode aus zu erreichen.

## Windkraftanlagen
Westlich des Ortes sind fünf Windkraftanlagen geplant, als 150 m hohe Schwachwindanlagen mit 50 m langen Rotorblättern. Gegen den Bau hat sich eine Bürgerinitiative gebildet, die dadurch eine Verschandelung der Landschaft befürchtet und auf ein nahe gelegenes Vogelschutzgebiet verweist. Mitte 2015 sind die WKA noch nicht gebaut.

## Vereine
- Förderverein Dichterstätte Sarah Kirsch e. V. in Limlingerode. Die Dichterstätte hat ihre Tagungsräume im Pfarrhaus, dem Geburtshaus von Sarah Kirsch.
- Schützenverein von 1912 oder früher, wiedergegründet 1990

## Persönlichkeiten
- Sarah Kirsch (* 1935 in Limlingerode; † 2013 in Heide (Holstein)), deutsche Schriftstellerin

## Persönlichkeiten mit Beziehung zum Ort
- Ehrhart Neubert (1940–2024), pensionierter Pfarrer im Ehrenamt in Limlingerode, DDR-Oppositioneller
- Hildigund Neubert (* 1960), Ehefrau von Ehrhart N., 2003 bis 2013 Landesbeauftragte des Freistaats Thüringen für die Unterlagen des Staatssicherheitsdienstes der DDR